# 綾部幸熙
綾部 幸熙（あやべ こうき、天保5年12月21日（1835年1月19日） - 1899年（明治32年）3月17日）は幕末の佐賀藩士、明治時代の技官、教育者、キリスト教伝道者。佐賀藩時代長崎で英学を学び、フルベッキに洗礼を受けた。明治維新後は横須賀造船所や陸軍省工兵部門、大蔵省租税局に勤務し、東京に成章舎を開校した。

## 生涯

### 佐賀藩
天保5年12月21日（1835年1月19日）佐賀藩家老深堀鍋島家鍋島茂辰の妾腹の八男または十男として生まれた。幼名は鹿喜代、後に鹿之助。嘉永初年頃綾部幸教の養子に入り、藩校弘道館で儒学・武術を学んだ。
文久2年（1862年）10月9日藩備立方の命で海軍力増強のため島内伊吉郎と長崎に派遣され、先に派遣されていた石丸虎五郎・馬渡八郎・金丸知三郎と共に長崎英語伝習所で英学を学んだ。同年秋、異母兄村田政矩家来本野周蔵に伴われてフルベッキを訪れ、聖書を学んだ。同年8月生麦事件により日英関係が悪化すると、文久3年（1863年）春フルベッキに国外退避を勧め、9月上海から帰国以前に佐賀に戻った。
慶応2年（1866年）実父茂辰の法事のため長崎を再訪し、4月3日（5月17日）兄政矩とその息子2名、本野と共に大徳寺滞在中のフルベッキを再訪し、4月6日（5月20日）ペンテコステの日に洗礼を受け、矢野隆山、荘村省三に次いで禁教令撤廃以前に洗礼を受けた3番目の日本人となった。4月29日（6月12日）太宰府に赴任し、三条実美等公卿5名の警固に当たった。
慶応4年（1868年）1月4日鍋島直大に従い別段御供として上京し、3月北陸道を出羽国へ進軍し、明治2年（1869年）1月4日凱陣した。2月藩陸軍所指南役備欠、6月同所砲術歩操試補となり、7月測量学寮長試補を兼務、8月二番大隊砲隊副司令となり、算術小師範試補を兼務した。

### 官仕
明治3年（1870年）7月2日当主・兄政矩に東京算術遊学を申し入れて上京した。明治4年（1871年）5月佐賀県貫属として東京で就職し、工部省造船寮少師、横須賀造船所黌舎取締となり、高級技官育成のため語学・数学を教えた。明治5年（1872年）海軍省主船寮に移管した。
明治5年（1872年）末陸軍省に転じ、1873年（明治6年）2月から6月まで仙台に出張、1874年（明治7年）2月第二経営部に属して仙台鎮台に再赴任した。9月本省に戻り、第四局（旧・築造局）分課に勤め、10月第六経営部（後・工兵第六方面）測量掛として熊本鎮台に赴任、1876年（明治9年）12月工兵第五方面として広島に転任した。
1878年（明治11年）3月20日陸軍省を依願退職し、同年末、第一大区八小区鎗屋町9番地（中央区銀座四丁目）に測量学講習所を開校し、代数学・幾何学・三角術を教えた。
1879年（明治12年）4月頃大蔵省租税局に就職し、8月岐阜県出張のため講習所を閉校し、新設された収税委員出張所で国税徴収業務に当たった。1880年（明治13年）頃和歌山県に移った。

### 下野後
1883年（明治16年）大蔵省を辞職し、5月1日麹町区紀尾井町3番地に成章舎を開業し、漢学・洋算教授各1名を雇い、士官学校・教導団志願者を対象に修身・漢文・歴史・洋算を教えた。校名は『論語』公冶長第五「斐然として章を成す」に依る。1885年（明治18年）九段教会牧師石坂亀治を雇って英文科を増設し、1887年（明治20年）3月平河町六丁目22番地に移転した。
帰京後は宗教活動も再開し、同年頃フルベッキと再会、米国メソジスト監督教会定住伝道者として数寄屋橋教会（銀座美以教会か）で活動した。
1889年（明治22年）1月甥・義兄鍋島孫六郎が端島炭鉱経営に失敗して川崎儀三郎と譲渡契約を結ぶと、幸熙は大隈重信と相談して三菱への譲渡先変更を提案し、8月代理人として岩崎弥之助と契約を結び、その代金で債務清算に当たった。債権者の取り立てに追われる中、1893年（明治26年）川崎側に訴訟を提起され、10月新聞社により幸熙が代金を横領したとの虚偽報道も行われた。
この頃には成章舎を退いて駒込に隠居し、更に娘の嫁ぎ先千駄ヶ谷村落合家斜向かいに転居した。1899年（明治32年）3月17日死去し、青山共葬墓地に葬られた。法名は清岸院諦誉熙道白心居士。

## 著書
- 「長崎諷説書」 - 文久3年（1863年）3月28日藩に提出。フルベッキやフランス領事らからの情報を基に、生麦事件に対するイギリス公使や各国外交官の動向について報告する[24]。藩仕組所編「内密書附并聞合書」収録[3]。

## 綾部家
藤原姓。先祖は養父郡綾部城を本拠とした。佐賀藩での家格は平侍。神埼郡詫田郷詫田上ヶ地村・中郷田道ヶ里を知行した。菩提寺は川副町南里正定寺。
- 養父：綾部一郎左衛門幸教（文化10年（1813年）生）[4] - 鍋島監物組。住所は片田江[3]。
- 養母：トキ[13]
- 先妻：津義（ツギ、天保7年（1836年） - 安政6年（1859年）） – 幸教娘[4]。
- 後妻：幾智（キチ、後に与志（ヨシ）、弘化4年（1847年） - 1917年（大正6年））[25] - 幸教四女[4]。
- 娘：幾和（キワ、安政2年（1855年） - 1877年（明治10年））[25]
- 娘：米鶴（ヨネツル、明治2年（1869年） - 1912年（明治45年））– 陸軍将官落合豊三郎妻[26]。
- 養子：綾部又吉郎幸保（嘉永4年（1851年）生） - 幸教実子[25]。
- 養女：佐登（サト、1877年（明治10年） - 1913年（大正2年）） – 幸保娘。陸軍将官榊原昇造妻[25]。
- 実子：鍋島直明（明治2年（1870年） - 1937年（昭和12年）） - 白石鍋島家養子。陸軍将官[25]。